# Nubiella mitra
Nubiella mitra är en nässeldjursart som beskrevs av Bouillon 1980. Nubiella mitra ingår i släktet Nubiella och familjen Bougainvilliidae. Inga underarter finns listade i Catalogue of Life.